# Тумбес (регион)
Ту̀мбес (на испански: Tumbes) е един от 25-те региона на южноамериканската държава Перу. Разположен е в северозападната част на страната на Тихия океан. Тумбес е с площ от 4045,86 км². Регионът има население от 224 863 жители (по преброяване от октомври 2017 г.).

## Провинции
Тумбес е разделен на 3 провинции, които са съставени от 12 района.